# Икономов, Тодор
Тодор Поппетров (Икономпетров) Икономов; 10 сентября 1835, Жеравна, Болгария — 9 ноября 1892, Шумен, Болгария) — болгарский политический деятель.
При Александре I Баттенбергском министр внутренних дел (1879). В 1881 году, после приостановления тырновской конституции, Икономов назначен председателем державного совета, к которому перешла вся законодательная деятельность уничтоженного парламента.
Здесь Икономов сначала беспрекословно выполнял волю князя, но впоследствии примкнул к оппозиции и в своём органе «Славянин» напечатал протест против нового закона о выборах. В 1883 году, после состоявшегося примирения между консерваторами и радикалами, Икономов получил в министерстве Цанкова портфель министра общественных работ. В 1884 году всё его министерство подало в отставку.